# Tribunal de proximité
En France, le tribunal de proximité est une chambre d’un tribunal judiciaire située en dehors de son siège. Il succède en 2020 au tribunal d'instance pour les communes ne disposant pas auparavant de tribunal de grande instance.

## Histoire

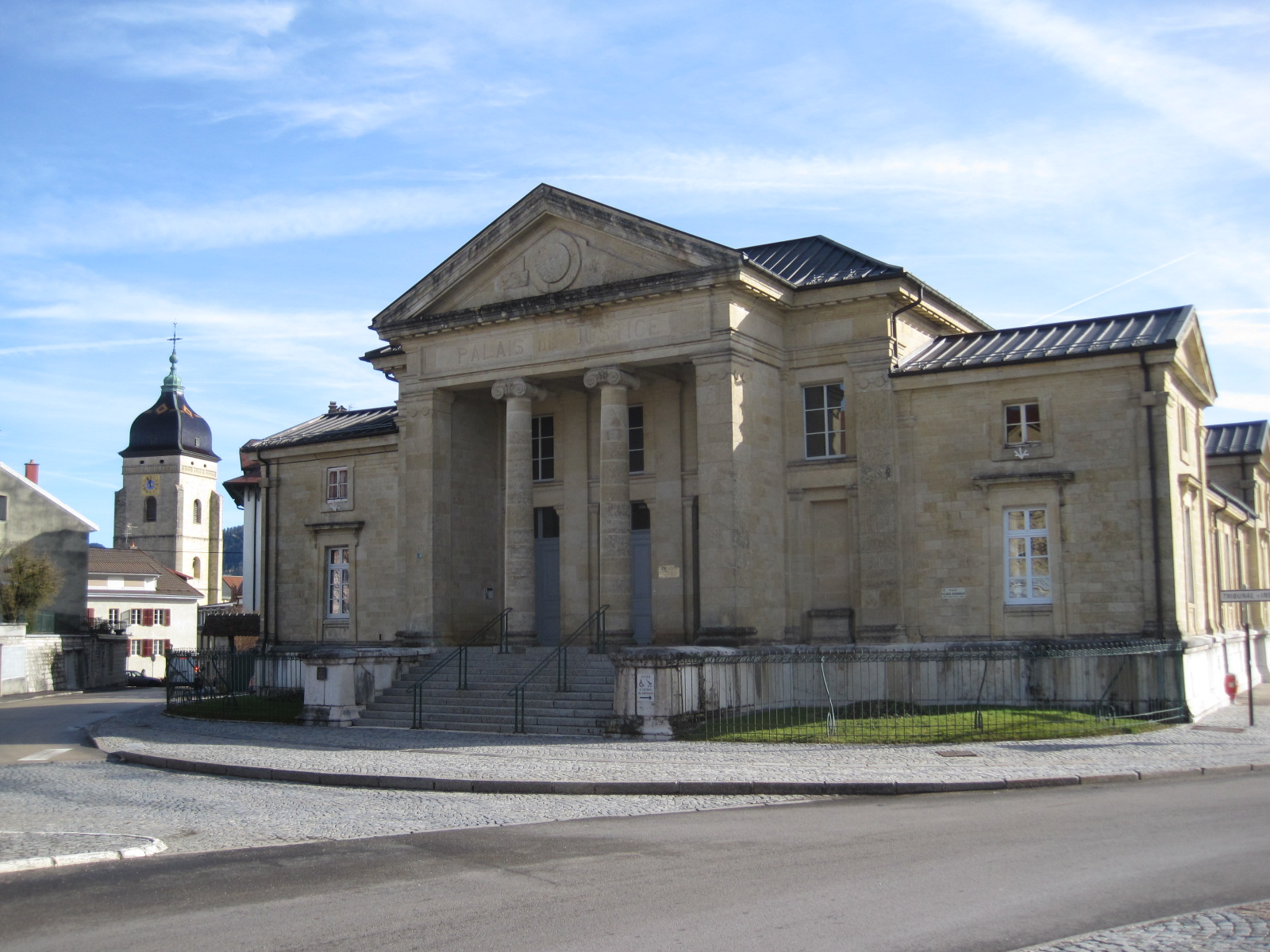
Tribunal de proximité de Pontarlier (Doubs).

Les tribunaux d'instance sont créés en 1958 pour remplacer les justices de paix. Alors qu'il y avait une justice de paix par canton, les tribunaux d'instance sont seulement quelques-uns par département.
La loi d'orientation et de programmation pour la justice de 2002 crée la juridiction de proximité qui se substitue au juge d’instance dans certaines affaires. La juridiction de proximité est supprimée en 2017, et, afin de recentrer les tribunaux d’instance sur la justice civile, les tribunaux de police se trouvant dans les tribunaux d’instance sont transférés aux tribunaux de grande instance.
La loi de programmation 2018-2022 et de réforme pour la justice prévoit la fusion des tribunaux d'instance avec les tribunaux de grande instance.
Ainsi au 1er janvier 2020 :
- le tribunal de grande instance et le tribunal d’instance situés dans la même commune deviennent le tribunal judiciaire ;
- les autres tribunaux d’instance deviennent une chambre de proximité du tribunal judiciaire dénommée « tribunal de proximité »[5].

## Compétences
Les principales compétences de ce tribunal, définies par le code de l'organisation judiciaire dans son article D212-19-1, sont énumérées au Tableau IV-II annexé à celui-ci et comprennent notamment :
- les affaires civiles dont la valeur en litige ne dépasse pas 10 000 euros[6] (sauf dispositions contractuelles ou consentement volontaire ou tacite des parties comme en dispose l'article 41 du CPC);
- les litiges relatifs aux crédits à la consommation ;
- le surendettement dont le contentieux est réparti entre quatorze tribunaux d'instance selon le décret no 2011-981 du 23 août 2011 ;
- la saisie et la cession des rémunérations du travail ;
- certains litiges en cas de contestations en matière d'élections politiques et d'élections professionnelles, de nominations syndicales au sein des entreprises.

Le tribunal de proximité a pour rôle de tenter de concilier les parties et à défaut de rendre un jugement. La conciliation peut être déléguée à un conciliateur qui officie gratuitement.

## Composition et fonctionnement
Les tribunaux de proximité sont composés, pour les plus importants d'entre eux, de plusieurs juges dont le nombre varie en fonction du volume de contentieux du tribunal, mais le tribunal d'instance statue toujours à juge unique :
- les juges sont des magistrats professionnels ;

- le juge du tribunal de proximité a la compétence de statuer en référé ;

- la représentation et l'assistance par un avocat ne sont pas obligatoires ;

- selon l'article 828 du Code de procédure civile[8] :

« Les parties peuvent se faire assister ou représenter par :
– un avocat ;
– leur conjoint ;
– comme il est dit à l'article 2 de la loi no 2007-1787 du 20 décembre 2007 relative à la simplification du droit, leur concubin ou la personne avec laquelle elles ont conclu un pacte civil de solidarité ;
– leurs parents ou alliés en ligne directe ;
– leurs parents ou alliés en ligne collatérale jusqu'au troisième degré inclus ;
– les personnes exclusivement attachées à leur service personnel ou à leur entreprise.
L'État, les départements, les communes et les établissements publics peuvent se faire représenter ou assister par un fonctionnaire ou un agent de leur administration.
Le représentant, s'il n'est avocat, doit justifier d'un pouvoir spécial. »
Les jugements du tribunal de proximité sont rendus en dernier ressort pour les litiges dont l'intérêt est inférieur ou égal à 5 000 euros et à charge d'appel au-delà. Dans le premier cas, seul est ouvert le pourvoi en cassation. L'appel est également possible lorsque le montant de la demande est indéterminé.